# Pappa Långben (1955)
Pappa Långben är en amerikansk musikalfilm från 1955 i regi av Jean Negulesco. Filmen är baserad på Jean Websters roman Pappa Långben från 1912. Den hade svensk premiär den 29 augusti 1955. Filmen blev nominerad till tre Oscars, men vann inga.

## Handling
På ett barnhem i Frankrike får miljonären Jervis Pendelton syn på en 18-årig flicka, Julie, och bestämmer sig för att helt anonymt ordna så att hon får gå på college i USA. När han en dag besöker Walton College träffar han Julie och inser snart att han är förälskad i den unga flickan.

## Rollista i urval
- Fred Astaire - Jarvis Pendleton
- Leslie Caron - Julie
- Thelma Ritter - Alicie Pritchard, Pendeltons sekreterare
- Fred Clark - Griggs, Pendletons assistent
- Terry Moore - Linda Pendleton, Julies skolkamrat och Jarvis' brorsdotter